# Židovský hřbitov v Praze-Uhříněvsi
Židovský hřbitov v Praze-Uhříněvsi se nachází na severním okraji Uhříněvsi, na značené turistické cestě vedoucí kolem obory jako pokračování Vachkovy ulice, asi 800 m severozápadně od Nového náměstí. Byl pravděpodobně založen v první čtvrtině 18. století a následně před polovinou následujícího století rozšířen. Je chráněn jako kulturní památka České republiky.
Na ploše 3302 m2 se zachovalo 300 náhrobních kamenů. Nejstarší z nich je datován 1719. Většina náhrobků pochází z 18. a 19. století. Jedná se převážně o pískovcové „půlkruhovitě zakončené stély s reliéfním hebrejským nápisem“. Na mnohých jsou k vidění tradiční židovské symboly jako žehnající ruce, konvice či lvi. Novější část hřbitova se žulovými náhrobními kameny byla v 70. letech poškozena rozkradači náhrobků. Při vstupu na hřbitov stojí starý hřbitovní dům a stará márnice, kterou kdysi zdobily nástěnné malby.
Uhříněveská židovská komunita zanikla v roce 1940.
V roce 2000 zasadila delegace reformní synagogy ve Finchley, jíž byl propůjčen svitek Tóry z uhříněvské synagogy, na hřbitově pamětní dub spolu s deskou „na památku obyvatel Uhříněvsi, kteří zahynuli v období holocaustu“.

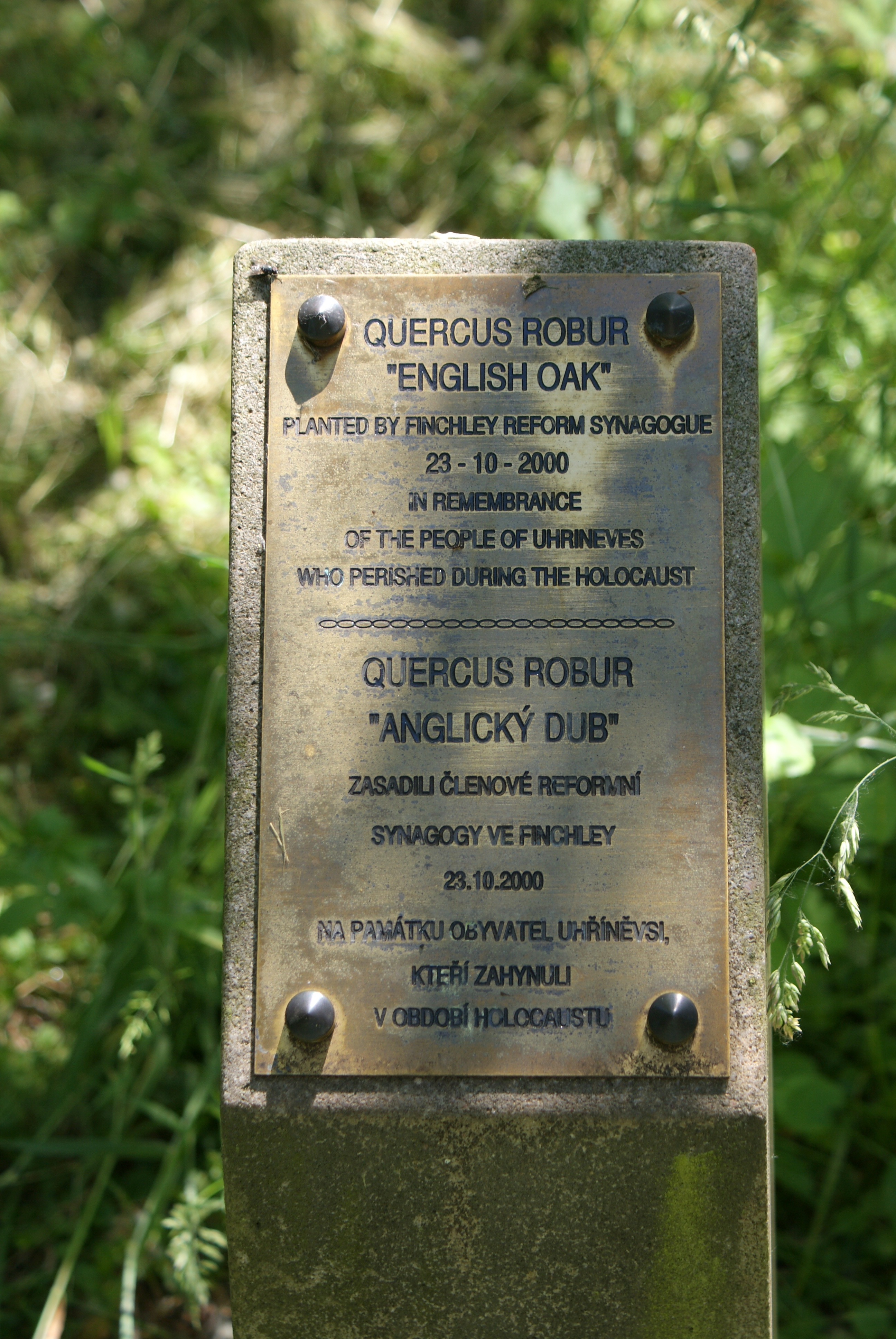